# 英皇資本集團
英皇資本集團為英皇集團成員機構，於1993年成立，為一間香港著名金融機構，提供廣泛的金融服務，包括環球證券及期貨交易、財富管理及資產管理；為上市發行人提供企業融資顧問服務；商業及個人貸款以及樓宇按揭。該公司於香港聯合交易所有限公司主板上市（股票編號 0717）。

## 外部鏈接
- 英皇資本集團官方網站 （页面存档备份，存于）

1. ↑  .   [2023-04-04]. （原始内容存档于2023-04-04）.